# Valgini
Valgini is een tribus uit de familie van bladsprietkevers (Scarabaeidae). 

## Taxonomie
De volgende taxa zijn bij de tribus ingedeeld:
- Subtribe Microvalgina
  - Geslacht Ischnovalgus Kolbe, 1897
  - Geslacht Microvalgus Kraatz, 1883
  - Geslacht Stenovalgus Kolbe, 1892
- Subtribe Valgina
  - Geslacht Acanthovalgus Kraatz, 1895
  - Geslacht Bivalgus Paulian, 1961
  - Geslacht Chaetovalgus Moser, 1914
  - Geslacht Charitovalgus Kolbe, 1904
  - Geslacht Chromovalgus Kolbe, 1897
  - Geslacht Comythovalgus Kolbe, 1897
  - Geslacht Cosmovalgus Kolbe, 1897
  - Geslacht Dasyvalgoides Endrödi, 1952
  - Geslacht Dasyvalgus Kolbe, 1904
  - Geslacht Euryvalgus Moser, 1908
  - Geslacht Excisivalgus Endrödi, 1952
  - Geslacht Heterovalgus Krikken, 1978
  - Geslacht Homovalgus Kolbe, 1897
  - Geslacht Hoplitovalgus Kolbe, 1904
  - Geslacht Hybovalgus Kolbe, 1904
  - Geslacht Idiovalgus Arrow, 1910
  - Geslacht Lepivalgus Moser, 1914
  - Geslacht Lobovalgus Kolbe, 1897
  - Geslacht Mimovalgus Arrow, 1944
  - Geslacht Oedipovalgus Kolbe, 1897
  - Geslacht Oreoderus Burmeister, 1842
  - Geslacht Oreovalgus Kolbe, 1904
  - Geslacht Podovalgus Arrow, 1910
  - Geslacht Pygovalgus Kolbe, 1884
  - Geslacht Sphinctovalgus Kolbe, 1904
  - Geslacht Tibiovalgus Kolbe, 1904
  - Geslacht Valgoides Fairmaire, 1899
  - Geslacht Valgus Scriba, 1790
  - Geslacht Xenoreoderus Arrow, 1910
  - Geslacht Yanovalgus Nomura, 1952